# Phaenocarpa kansensis
Phaenocarpa kansensis är en stekelart som beskrevs av Roy D. Shenefelt 1974. Phaenocarpa kansensis ingår i släktet Phaenocarpa och familjen bracksteklar. Inga underarter finns listade i Catalogue of Life.